# Székfa
Székfa románul: Sicfa, falu Romániában, Erdélyben, Kolozs megyében.

## Fekvése
Bálványosváralja (Unguraş) közelében fekvő település.

## Története
Székfa (Sicfa) korábban Bálványosváralja (Unguraş) része volt. 1956 körül vált külön településsé 21 lakossal.
1966-ban 43 lakosából 18 román, 25 magyar, 1977-ben 34 lakosából 23 román, 11 magyar, 1992-ben 22 lakosából 11 román, 7 magyar, 4 cigány, a 2002-es népszámláláskor 18 lakosából 12 román 6 magyar volt.